# أولا سالو
أولا سالو (بالسويدية: Ola Salo)‏ (و. 1977  م) هو مغني، وممثل، وعازف بيانو، وموسيقي سويدي، شارك في مسابقة الأغنية الأوروبية 2007، يستخدم آلات بيانو.

## وصلات خارجية
- أولا سالو على موقع IMDb (الإنجليزية)
- أولا سالو على موقع ميوزك برينز (الإنجليزية)
- أولا سالو على موقع قاعدة بيانات الأفلام السويدية (السويدية)
- أولا سالو على موقع أول ميوزيك (الإنجليزية)
- أولا سالو على موقع ديسكوغز (الإنجليزية)
- أولا سالو على موقع قاعدة بيانات الفيلم (الإنجليزية)
- أولا سالو على موقع كينوبويسك (الروسية)

- أولا سالو في قاعدة بيانات الأفلام على الإنترنت